# 馮瑗
馮瑗（1572年—1624年），字德韞，號栗庵，遼東廣寧左衛（治所即今辽宁北镇满族自治县）軍籍，山東青州府臨朐縣人，明朝政治人物。

## 生平
隆庆壬申二月十四日生。少從學於從叔父馮子咸，為文超然穎脫。萬曆二十二年（1594年）甲午科山東鄉試第十七名舉人，二十三年（1595年）聯捷乙未科會試第一百六十八名，二甲第二十名進士。户部觀政，二十四年十月授湖廣茶陵州知州，二十五年調山西澤州知州，二十八年遷戶部廣東司員外郎，出監稅兩浙、漕運糧，還京，疏陳商民疾苦，戶部尚書趙世卿深器之。升戶部雲南司郎中，督京糧，盡剔夙弊。三十七年七月升山西布政使司右參政，以母病請告就家，丁父母憂，服闋，四十二年補湖廣布政使司右參政，臨行辭部，吏部尚書鄭繼之詫曰：“此君巖巖可當要地也”，四十三年調河南布政使司右參政、兵備開原，四十七年以病歸。里居十餘年，以文史自樂，臥起與俱，絕口不言仕宦，一時高之。

## 家族
曾祖馮裕，貴州按察司副使，贈陕西右布政；祖父馮惟敏，嘉靖十六年丁酉科舉人，淶水縣知縣、保定府通判，散曲名家；父馮子升，誥封澤州知州。母李氏，誥封宜人。重庆下。娶郇氏。子士稱、士吉、士佺、士儀、士侃。長子馮士偁，負才名，以恩拔入太學。
從兄馮璋（庠生）、馮琦（吏部左侍郎兼侍读学士）。